# Ielena Zaïats
Ielena Zaïats est une joueuse d'échecs biélorusse puis russe née le 16 janvier 1969 en Union soviétique, qui a le titre de maître international (mixte) depuis 2005. 
Au 1er janvier 2018, elle est la 22e joueuse russe avec un classement Elo de 2 345 points.
Championne de la République soviétique de Biélorussie en 1988, elle fut classée onzième joueuse mondiale en janvier 1989.

## Biographie et carrière
Championne d'URSS junior en 1986 et 1987, elle fut médaille de bronze lors des championnats du monde junior de 1987 et 1988. Elle remporta championnat de Biélorussie en 1988 et reçut le titre de maître international féminin la même année. Vainqueur du tournoi qualificatif pour le championnat du monde, elle finit huitième du tournoi interzonal féminin de Genting Highlands en 1991, tournoi remporté par Nona Gaprindachvili et Xie Jun. En 1992, elle représenta la Biélorussie au premier échiquier lors du championnat d'Europe d'échecs des nations et reçut le titre de grand maître international féminin. En 1994 et 1996, elle participa aux olympiades d'échecs féminines au premier échiquier de la Biélorussie.
Depuis 1998, Zaïats s'est installée à Kazan et est affiliée à la Russie dans les compétitions internationales. En 1999, elle finit troisième du championnat de Russie féminin, puis 2e-6e ex æquo en 2000.
En 2000, elle battit Subbaraman Meenakshi au premier tour du championnat du monde d'échecs féminin, puis  élimina Pia Cramling lors du deuxième tour et se qualifia pour les huitièmes de finale où elle fut éliminée par la championne du monde Xie Jun.
En 2005, Zaïats finit à la troisième place ex æquo du championnat d'Europe d'échecs individuel (cinquième au départage) et se qualifia pour le championnat du monde féminin de 2006. En 2006, lors du championnat du monde féminin, elle fut éliminée au premier tour par la Française Marie Sebag.
En 2009, elle finit cinquième du championnat de Russie d'échecs féminin.
Depuis 1999, Zaïats participe régulièrement à la coupe d'Europe des clubs d'échecs, remportant trois médailles de bronze par équipe (dont deux avec le club de Kazan) et la médaille d'or individuelle au troisième échiquier en 2010.
En juin 2011, elle finit première de la ligue supérieure du championnat de Russie (7,5 points sur 9 et un point d'avance) et se qualifia pour la super-finale du championnat de Russie où elle termina sixième avec la moitié des points,.